# Más que amigos (serie de televisión española)
Más que amigos es una serie de televisión de la productora Globomedia para Tele 5, emitida en 1997 y dirigida por Daniel Écija (solo el primer capítulo), Manuel Ríos San Martín y Jesús del Cerro. Trata sobre una serie de jóvenes amigos treintañeros y de los problemas que acarrea esa edad (amores, la compra del piso, separaciones, el paro...).
Entre la nómina de actores protagonistas de esta serie están Alberto San Juan, Melani Olivares, Ana Risueño, Paz Vega, Jorge Bosch, Leire Berrocal, Elena Ballesteros, Virginia Mataix, Iñaki Miramón, Miquel Sitjar, Armando del Río, Emilio Linder, África Gozalbes, Sergio Otegui y Ana María Vidal, entre otros. Para muchos de ellos supuso el salto a la fama definitivo, como es el caso de Alberto San Juan, Paz Vega o Armando del Río.

## Reparto
- Alberto San Juan  ...   Víctor González Luna (1-17, 20-24, 27-29)
- Melani Olivares …Mar Gallardo Mediavilla
- Ana Risueño ...   Nuria
- Jorge Bosch  ...   Chema Bravo
- Paz Vega …  Olga Ferrer
- Iñaki Miramón  ...   Guillermo Santos
- Sergio Otegui  ...   Jesús Fauste García
- Beatriz Bergamín  ...   Elena Díez Sanchidrián
- Leyre Berrocal  ...   Beatriz 'Bea' Sanz
- Elena Ballesteros ...   Lola (1-24)
- Armando del Río  ...   Bruno (23-29)
- Emilio Linder  ...   Carlos Potao
- Miquel Sitjar  ...   Fran (4-27)
- Virginia Mataix ...   Ana
- Ana María Vidal  ...   Encarna
- Joan Crosas  ...   Santiago
- Rosa Clara García  ...   Pilar (11-29)
- África Gozalbes  ...   Vicky (16-29)
- Teófilo Calle  ...   Ricardo (6-29)
- Claudio Rodríguez  ...   Navarro (1-22)
- Patxo Tellería  ...   Diego (1-22)
- Javier Martín  ...   Edu
- Daniel Retuerta  ...   Dani

## Episodios
- Capítulo 1: Agobiados
- Capítulo 2: Responsables
- Capítulo 3: Desmadrados
- Capítulo 4: Ausentes
- Capítulo 5: Enrollados
- Capítulo 6: Casados
- Capítulo 7: Desnudos
- Capítulo 8: Hartos
- Capítulo 9: Equivocados
- Capítulo 10: Colgados
- Capítulo 11: Separados
- Capítulo 12: Acampados
- Capítulo 13: Asociados
- Capítulo 14: Equivocados II
- Capítulo 15: Enladrillados
- Capítulo 16: Desahuciados
- Capítulo 17: Volados
- Capítulo 18: Arrebatados
- Capítulo 19: Enamorados
- Capítulo 20: Despelotados
- Capítulo 21: Embelenados
- Capítulo 22: Recalentados
- Capítulo 23: Domesticados
- Capítulo 24: Congelados
- Capítulo 25: Desquiciados
- Capítulo 26: Aterrados
- Capítulo 27: Cuentos chinos
- Capítulo 28: Perdidos
- Capítulo 29: Dos años, dos meses y un día